# 狭叶无心菜
狭叶无心菜（学名：Arenaria yulongshanensis）是石竹科无心菜属的植物，是中国的特有植物。分布于中国大陆的云南等地，生长于海拔4,000米至4,500米的地区，见于高山草甸，目前尚未由人工引种栽培。

## 异名
- Arenaria angustifolia (Franch.) C. Y. Wu